# Crossville (Alabama)
Crossville, est une ville du comté de DeKalb dans l'État d'Alabama, aux États-Unis,.

## Géographie
Elle est située au sud-ouest du comté et au nord de l'État. L'Alabama State Route 68 (en) est l'axe principal de la ville, menant à l'est, à 14 km à l'Interstate 59 et à Collinsville et à 23 km, à l'ouest à Albertville. L'Alabama State Route 227 (en) passe également dans la ville, conduisant à 8 km, au nord, à Geraldine et au sud, à 11 km, à Big Wills Valley.

## Histoire
La ville est ainsi nommée, car elle est située à l'intersection de plusieurs axes routiers. Les terres, à proximité de Crossville sont essentiellement agricoles. Le premier bureau postal de la ville ouvre en 1867, le premier magasin en 1888, la première banque en 1903 et la première école est construite en 1915. Les sources concernant l'incorporation de la ville divergent : la date est située en 1918 mais d'autres indiquent que celle-ci aurait eu lieu à la fin des années 1920 ou au début des années 1930. La ville réussit son incorporation en décembre 1942.

## Démographie
| 1930 | 1940 | 1950 | 1960 | 1970  | 1980  |
| ---- | ---- | ---- | ---- | ----- | ----- |
| 316  | 436  | 609  | 579  | 1 035 | 1 222 |

| 1990  | 2000  | 2010  | - | - | - |
| ----- | ----- | ----- | - | - | - |
| 1 350 | 1 431 | 1 862 | - | - | - |

## Source de la traduction
- (en) Cet article est partiellement ou en totalité issu de l’article de Wikipédia en anglais intitulé « Crossville, Alabama » (voir la liste des auteurs).